# 长柄厚喙菊
长柄厚喙菊（学名：Dubyaea rubra）是菊科厚喙菊属的植物，是中国的特有植物。分布于中国大陆的四川、云南等地，生长于海拔3,100米至3,600米的地区，常生长在冷杉林缘，目前尚未由人工引种栽培。